# Staßfurter Rundfunk

Staßfurter Rundfunk bezeichnet die ab 1923 von der Staßfurter Licht- und Kraftwerke AG, Staßfurt, betriebene Produktion von Radio-Empfängern. Ab 1932 firmierte das Unternehmen unter Staßfurter Rundfunk-Gesellschaft mbH.

## Geschichte

### Staßfurter Licht- und Kraftwerke AG – Radiobau
Der Direktor der Staßfurter Licht- und Kraftwerke AG, Adolf Steindorff, richtete 1920 für seinen Sohn Wolf Steindorff, einem Studenten der Elektrotechnik, im Unternehmen ein Radio-Versuchslabor ein.
Unter dessen Leitung wird im Jahr 1923 die "Mechanische Werkstatt – Radiobau" für den Bau von Detektorempfängern, Röhrenradios und Drehkondensatoren in Betrieb genommen.
Die Firma begann zeitgleich mit der ersten Rundfunksendung in Deutschland im Jahr 1923 mit der Produktion eines 1-Röhren-Audion.
Die Anfertigung der Holzgehäuse für die Rundfunkgeräte übernahm die Tischlerei von Alfred Diesing aus Staßfurt.
1927 hatte der Betrieb ca. 400 Beschäftigte und produzierte den 25.000sten Empfänger, die Produktion wurde um Netzanschlussgeräte für Heiz- und Anodenspannung, NF-Verstärker und Lautsprecher erweitert.
In Zusammenarbeit mit dem Radiotechnischen Laboratorium Georg Nissen in Wien
begann die Fertigung von Superheterodyn-Empfängern für Batteriebetrieb "Mikrohet B" unter der Marke "Lichtkraft Staßfurt", die bis 1932 verwendet wurde.
Ab 1929 wurden mit dem "Mikrohet W" erstmals in Deutschland Superheterodyn-Radios mit Netzbetrieb serienmäßig hergestellt, außerdem permanent-dynamische Lautsprecher.
Seit dem Jahr 1930 trugen die Radiogeräte aus dem Hause Staßfurt die Marke "Imperial".

### Staßfurter Rundfunk-Gesellschaft mbH
Im Jahr 1932 wurde die Radioproduktion in die Staßfurter Rundfunk-Gesellschaft mbH ausgelagert.
Direktor der ca. 600 Beschäftigten wurde Wolf Steindorff.
Neben zahlreichen Radiogeräten und Musikschränken für den Privatgebrauch fertigte das Unternehmen ab 1933 auch Behördengeräte. Zudem nahm das Unternehmen zu dieser Zeit die Fertigung des Volksempfängers Typ VE 301 auf.
1936 entwickeln und bauen 2.000 Beschäftigte unter dem Namen "Staßfurter Imperial" und dem Emblem mit ausgebreiteten Adlerschwingen hochwertige Radiogeräte bei einem Umsatz von 20 Mio. RM.
Mit dem Modelljahr 1939/1940 endete mit Ausnahme der Fertigung von Volks- und Kleinempfängern (DKE38) die Entwicklung und Produktion von Rundfunkgeräten.

### Rüstungsproduktion
Mit Kriegsbeginn 1939 wurde die Entwicklung von Funk-Fernlenkempfängern für die Zielsteuerung von Luft-Boden-Flugkörpern für die Luftwaffe sowie weiterer militärischer Funktechnik aufgenommen.
Zum Ende des Krieges arbeiteten an den u. a. durch kriegsbedingte Auslagerung entstandenen verschiedenen Standorten des Unternehmens noch insgesamt 1.700 Personen.

### Stilllegung nach Kriegsende und Neuaufbau als VEB
Nach dem Krieg wurde das Stammhaus des Unternehmens von amerikanischen Truppen besetzt, alle rüstungstechnischen Unterlagen wurden beschlagnahmt.
Die Werkshallen wurden vorübergehend als Gefangenenlager genutzt.
Seit Juli 1945 gehörten die Stadt Staßfurt sowie das Werk zur Sowjetischen Besatzungszone.
Unter dem alten Namen Staßfurter Rundfunk-Gesellschaft mbH wurde begonnen, die Vorkriegsfirma zu reaktivieren. Die Firma in Staßfurt produzierte nun unter sowjetischer Regie Geräte für die UdSSR.
1946 erreichte die Herstellung von Rundfunkgeräten bereits eine Stückzahl von 3.130. Im September arbeiteten im Werk 261 Beschäftigte und erwirtschafteten einen Umsatz von 1.055.000 RM.
Nach Bildung der Vereinigung Volkseigener Betriebe (VVB) wurde das Werk 1949 als VEB Stern-Radio Staßfurt der VVB RFT (Rundfunk- und Fernmelde-Technik) mit Sitz in Leipzig zugeordnet. Die Gerätebezeichnung "Imperial" lief damit aus. Das neue Firmenzeichen war bis 1961 "Stern-Radio Staßfurt". Hergestellt wurden in kleinen Stückzahlen Einkreiser-Geradeausempfänger und Vier-Röhren-Super. Die Anzahl der Beschäftigten betrug 341.

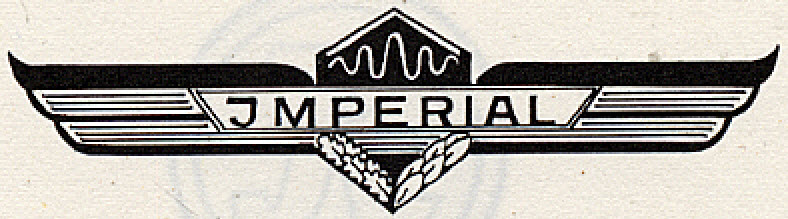
Imperial-Logo (1947)

Der ehemalige Direktor Wolf Steindorff gründete 1948 in Osterode im westlichen Harz im Verbund mit den Licht- und Kraftwerken Harz die Continental-Rundfunk GmbH mit der Firmen- und Gerätebezeichnung "Imperial". Nach dem Konkurs 1957 wurde der Betrieb 1958 durch den Tonmöbel-Hersteller Kubetschek („Kuba-Imperial“) übernommen.